# Louis Marc Antoine Robillard d'Argentelle
Vous lisez un « article de qualité » labellisé en 2022.
Pour les articles homonymes, voir Robillard.

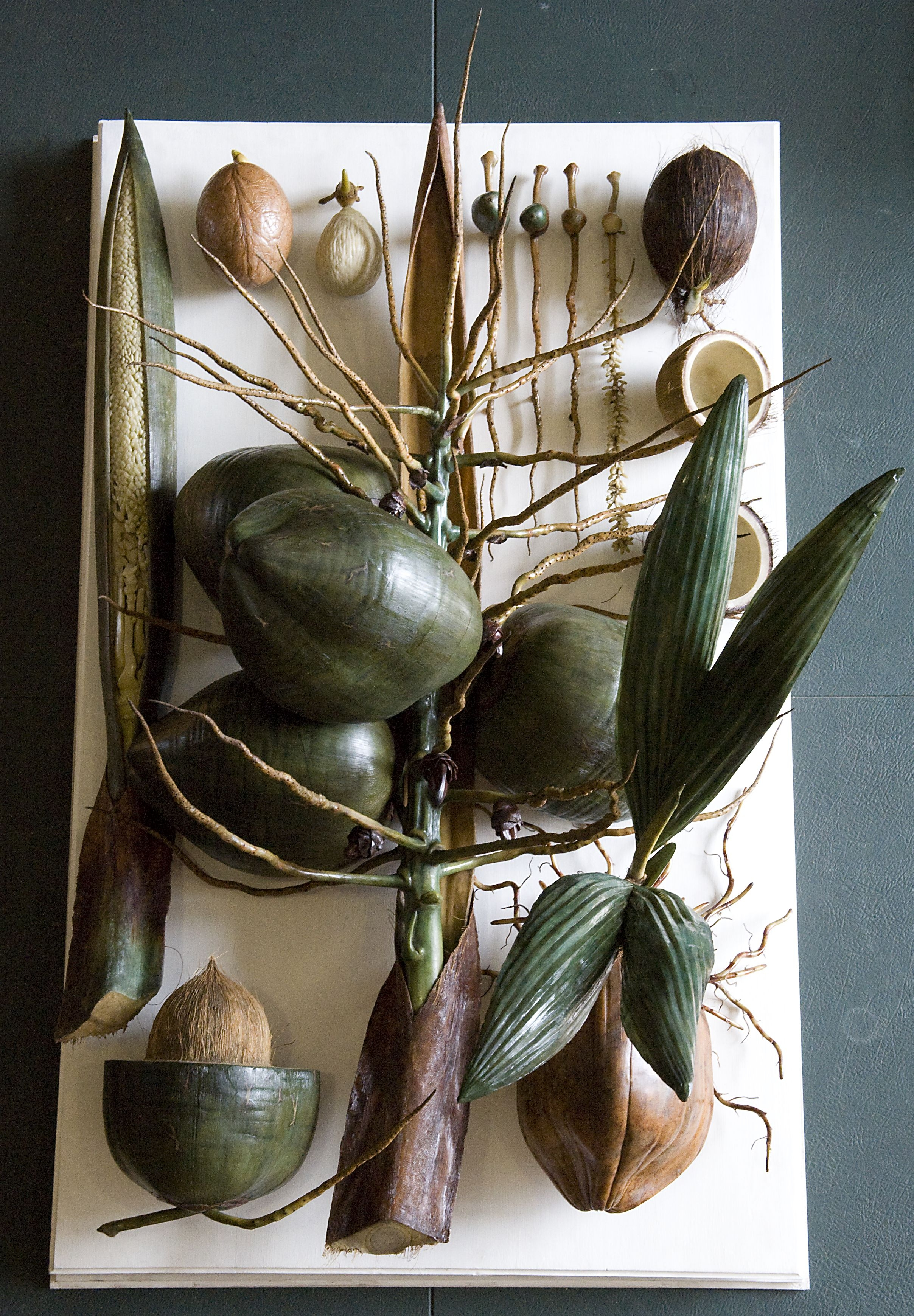
Modèle no 2 du Carporama : Cocotier de mer (Lodoicea seychellarum).

Louis Marc Antoine Robillard d’Argentelle, né à Pont-l'Évêque le 29 avril 1777 et mort à Paris le 13 décembre 1828, est un capitaine de l'artillerie de marine, puis capitaine au régiment de l'Isle de France, et sculpteur céroplasticien français, connu pour avoir créé une collection de modèles en cire de fruits exotiques de l'île Maurice, le Carporama.
Robillard découvre la céroplastie et ses techniques à Naples et à Florence lors de la campagne d'Italie de 1799-1800. En poste à l'Isle de France à partir de 1803, il s'intéresse aux fruits exotiques indigènes et cultivés au jardin botanique de Pamplemousses et entreprend d'en fabriquer des modèles en cire, dans un but scientifique et documentaire. Déchargé de ses obligations militaires lors de la reprise de l'île par les Britanniques (1810), il poursuit son activité d'artiste céroplasticien jusqu'à son retour en France en 1826. Avec l'aide de son neveu, Louis Adolphe Humbert de Molard, il prépare alors une exposition de sa collection à Paris, sous le nom de Carporama ; mort inopinément un an avant son ouverture, il n'en verra pas le succès.
Les 112 modèles sont ensuite conservés dans la famille jusqu'en 1887, date à laquelle ils sont offerts au muséum national d'histoire naturelle à Paris, où ils ont connu des sorts divers avant d'être remis en valeur à la fin du XXe siècle. Intégrés dans le patrimoine artistique de l'institution, ils sont occasionnellement prêtés pour des expositions temporaires.

## Biographie

### Naissance, famille et décès
Louis Marc Antoine Robillard d’Argentelle, est né à Pont-l'Évêque dans le Calvados le 29 avril 1777. Son père, Louis Adrien Robillard, est un ancien directeur des aides. Il est le cousin germain de Jules Dumont d'Urville et l'oncle de Louis Adolphe Humbert de Molard.
En 1805, Louis Marc Antoine Robillard d’Argentelle épouse Élisabeth Désirée Merlo (1785-1850) à Port-Louis ; les époux, qui n'ont pas d'enfants, divorcent en 1821.
Il meurt à son domicile parisien, rue Saint-Louis-au-Marais, le 13 décembre 1828, à l'âge de 51 ans, d'« une inflammation intestinale ». Il est inhumé au cimetière du Père-Lachaise.

### Carrière militaire

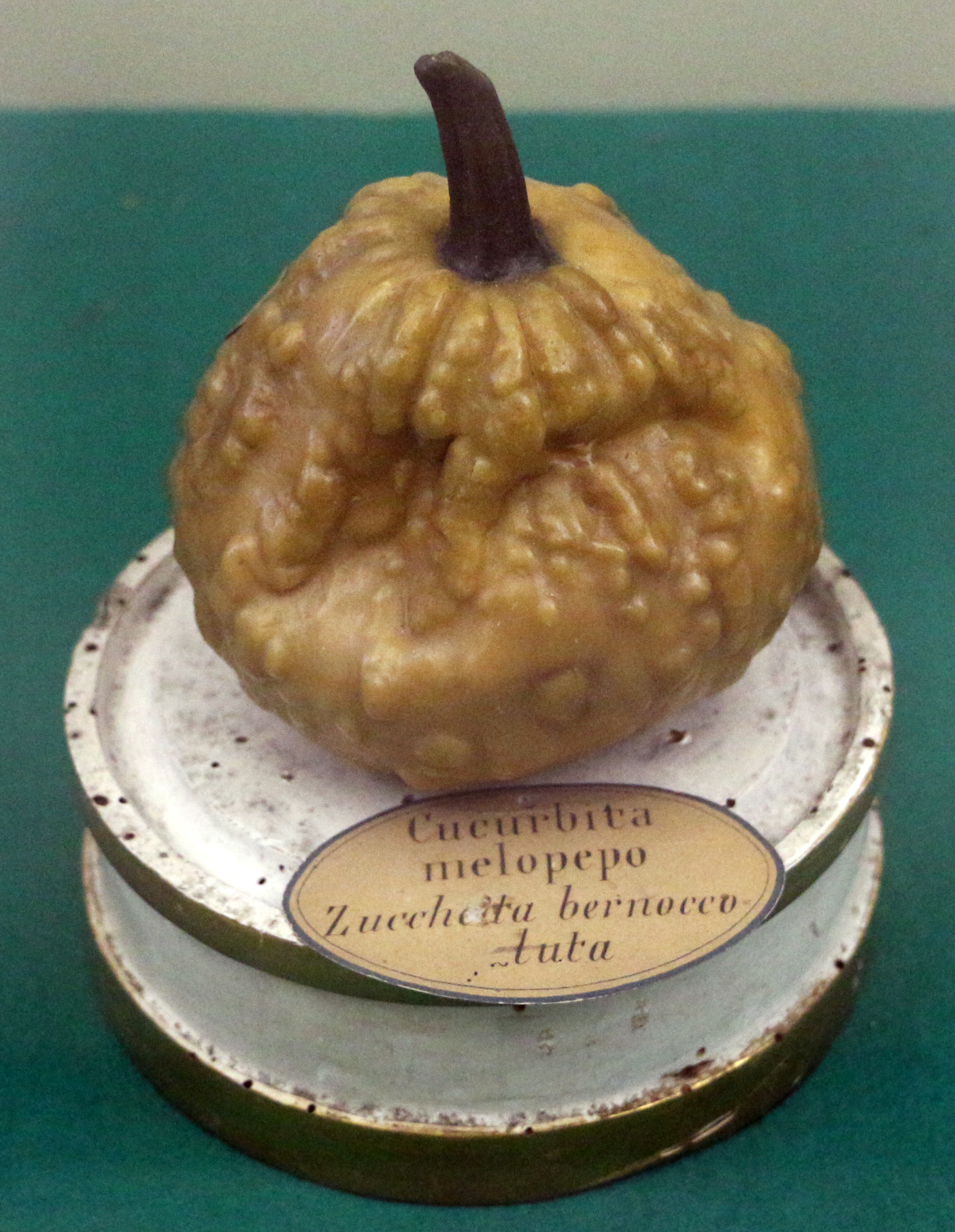
Modèle de coloquinte en cire du musée de botanique de Florence.

Enrôlé volontaire comme simple canonnier en 1799, puis reçu lieutenant d'artillerie de marine, Robillard devient aide de camp du général Charles François Léger Favereau, puis du général Marc Gaspard Abraham Paulet de La Bastide affecté à l'armée d'Italie. Il participe à la campagne d'Italie de 1799-1800 et, grâce à son beau-frère Jean Claude François Humbert de Molard, futur colonel d'Empire et maréchal de camp, il obtient une permission pour séjourner plusieurs mois à Naples et à Florence, où il découvre et apprend les techniques de la céroplastie.
Nommé lieutenant-capitaine au bataillon de Cipayes, il embarque vers Pondichéry avec l'état-major du capitaine général des établissements français en Inde, Charles-Mathieu-Isidore Decaen, sous la conduite du contre-amiral Linois, fin février 1803,. Après la rupture de la paix d'Amiens, la flottille regagne l'Isle de France où Robillard est promu au grade de capitaine.
Au terme d'une expédition dans les Indes néerlandaises, fin 1803, Robillard est mis à disposition du régiment de l'Isle de France. Ses obligations militaires lui laissent du temps libre pour découvrir les richesses naturelles de l'île et les fruits exotiques du jardin botanique de Pamplemousses, dont il entreprend la création de modèles en cire. En 1810, après la bataille de Grand Port à laquelle il a pris part, l'Isle de France est réinvestie par les Britanniques et, rebaptisée île Maurice, réintègre l'Empire britannique en 1814 ; ayant obtenu sa mise en congé, Robillard peut désormais se consacrer pleinement à la céroplastie.

## LeCarporama

### De l'Isle de France au Muséum
Durant le quart de siècle qu'il passe sur l'île, Robillard crée une collection de 112 modèles en cire, principalement des fruits, mais aussi des branches feuillues et fleuries. Cette collection, présentée sous le nom de Carporama,, reproduit, grandeur nature, des espèces tropicales indigènes ou cultivées à l'île Maurice, en provenance d'Asie surtout, mais aussi d'Amérique et de Madagascar, qu'il a pu observer au jardin de Pamplemousses, jardin d'essai et d'acclimatation créé en 1770 par Pierre Poivre et développé par Jean-Nicolas Céré. Robillard veut ainsi faire découvrir aux Européens les fruits et fleurs exotiques qui ne résistent pas aux conditions de transport lors de longs trajets. Il apporte un soin particulier au réalisme de ses reproductions, respectant les dimensions réelles, les couleurs et l'aspect des végétaux.
En octobre 1824, profitant d'une escale de la Coquille lors de son retour d'un voyage autour du monde, Jules Dumont d'Urville, accompagné de René Primevère Lesson, rend visite à son cousin Robillard, non loin de Port-Louis. Ébloui par l'œuvre du céroplasticien, Primevère Lesson en fait une description élogieuse à son retour en France l'année suivante :

« L'exécution de chacun des fruits est telle qu'elle ne laisse rien à désirer au botaniste le plus scrupuleux… C'est avec un rare talent qu'il a su rendre les organes fugaces des fleurs, la texture et le facies des feuilles, les fruits dans leurs divers degrés d'accroissement, les branches et leur port, les écorces avec leurs teintes, leurs rugosités et leurs nuances, etc., etc. »

« Les amateurs se plaisaient à contempler principalement des oranges pamplemousses, dont une, coupée par le milieu, offrait au milieu du suc et de la pulpe qui entoure les semences ou pepins une translucidité telle que les semences les plus profondes apparaissaient au milieu du parenchyme rosé dont le suc semblait s'extravaser des aréoles sectionnaires. Les vaisseaux de l'épicarpe qui renferment l'huile essentielle peuvent être examinés à la loupe ainsi que toutes les parties de la plante. »

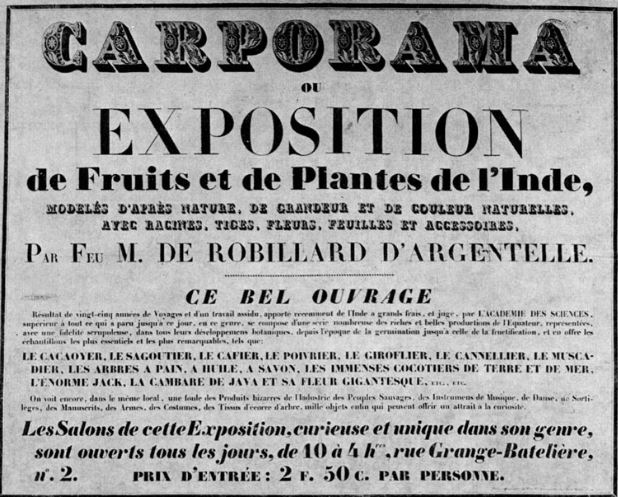
Affiche du Carporama.

Lesson déplore les arrangements apparemment pris par Robillard pour envoyer sa collection à Londres, espérant qu'« elle n'y demeurera pas et qu'elle viendra décorer les musées de Paris, et servir de modèle aux peintres, et d'objet d'étude aux botanistes sédentaires » et fait connaître la collection à l'Académie des sciences. Dix-huit mois après la visite de Primevère Lesson et Dumont d'Urville, fin février 1826, Robillard s'embarque vers Londres avec son assistant créole nommé Mercure et sa collection soigneusement emballée dans une centaine de caisses ingénieusement conçues par lui pour résister à la chaleur et aux chocs du transport. La presse mauricienne annonce son départ et relaie les doléances de Lesson quant au futur de la collection en dehors de la France. Arrivé à Londres, Robillard revient  sur sa décision et refuse les 100 000 livres offertes par les Anglais. De retour à Paris fin 1826, avec ses modèles intacts, il prépare avec son neveu Humbert de Molard la mise en place d'une exposition du Carporama, dont Cassini, Desfontaines et La Billardière vantent la beauté et la qualité dans un rapport inédit à l'Académie,, :

« [les plantes sont] représentées en tout ou en partie, de grandeur naturelle et avec une perfection telle, qu’elle peut faire illusion aux yeux d’un botaniste exercé. Ces plantes artificielles sont très-supérieures à tout ce qu’on connaît en ce genre ; elles sont dignes de figurer honorablement dans toute collection ouverte au public, où elles procureraient facilement la parfaite connaissance d’objets intéressans. »

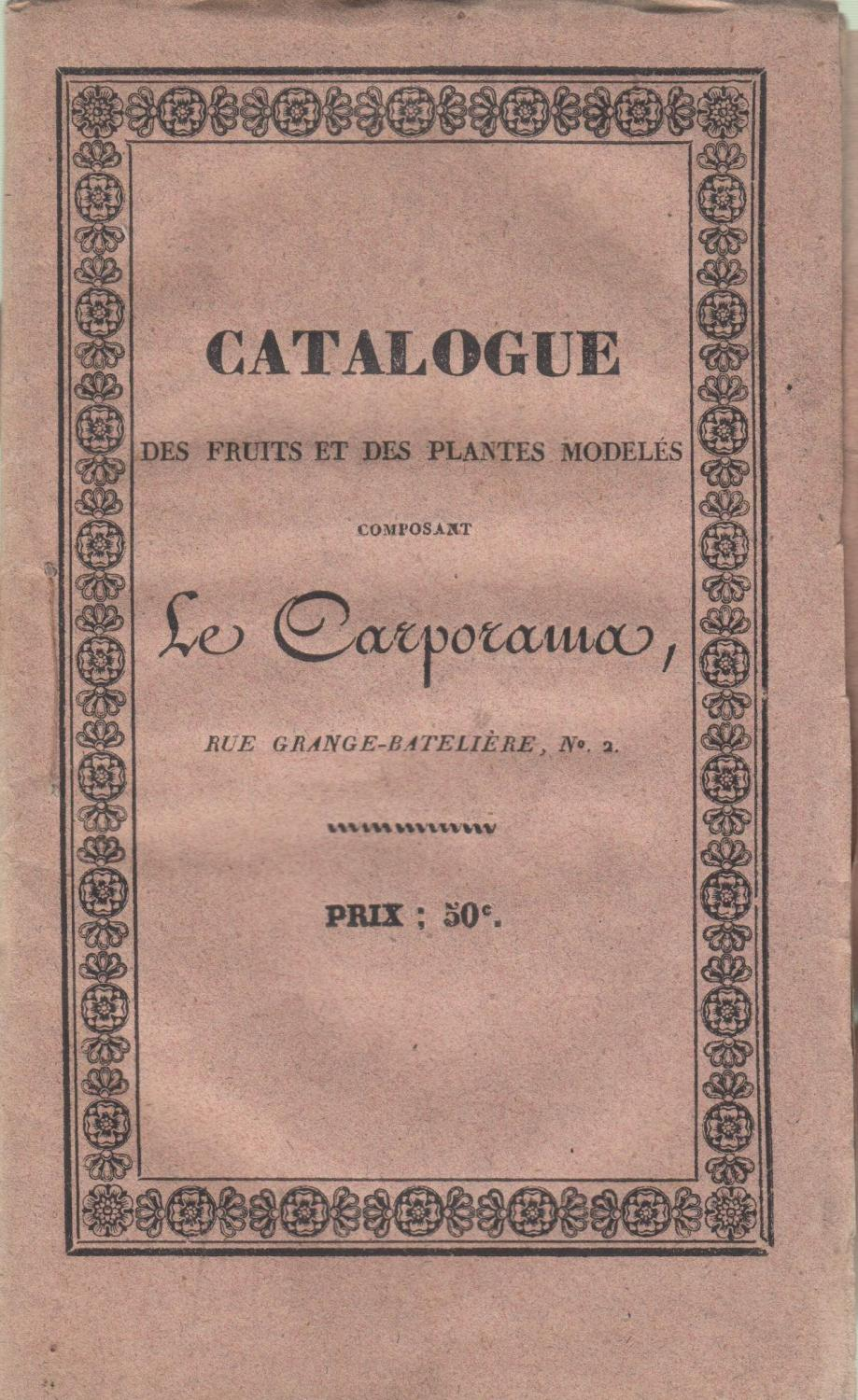
Couverture du catalogue du Carporama (1829).

L'intérêt multiple des modèles est souligné dans le catalogue de l'exposition :

« Le botaniste, tout le premier, y découvrira à l'aide de la loupe des détails imperceptibles que n'avaient jamais présentés à ses yeux des herbiers décolorés, et des fruits secs dépourvus de leurs pulpes. Le dessinateur, le peintre, puiseront dans le port des rameaux, dans le feuillage et ses teintes, de nouvelles inspirations pour leurs crayons et leurs pinceaux. Le voyageur sentira renaître ses souvenirs à l'aspect de ces Litchis délicieux, de ces Papayes, de ces Mangues fondantes, qu'il aura touchés et mangés si souvent. Le curieux enfin, le simple amateur se familiarisera, pour la première fois, avec ces végétaux somptueux, si vantés dans les récits des navigateurs… »

Mort inopinément le 13 décembre 1828, emportant les secrets de sa fabrication, Robillard ne verra pas le succès de l'exposition qui s'ouvre à Paris, rue de la Grange-Batelière, en octobre 1829, moins d'un an après son décès,.
Malgré le vœu de voir cette collection acquise par le gouvernement français pour accroître les richesses du musée de la Marine, les modèles sont récupérés après l'exposition par Louis Adolphe Humbert de Molard, qui en a hérité. Ce dernier les expose dans les salons du rez-de-chaussée de son hôtel de la rue Meslay à Paris, où ils sont encore visibles en 1853. Les fruits de cire sont présentés au pavillon indien de la Société d'horticulture à l'Exposition universelle de 1855 tenue au Palais de l'Industrie.
Les modèles de Robillard sont conservés dans la famille près de 60 ans, en dépit de diverses tentatives de vente de la collection au muséum d'histoire naturelle ou à l'Académie des sciences. Dès 1832, le secrétaire d'état au département de l'Instruction publique François Guizot avait demandé l'avis des professeurs du Muséum sur l'opportunité de cet achat proposé par les héritiers de Robillard au gouvernement du roi Louis-Philippe ; Desfontaines, Mirbel et Jussieu reconnaissaient l'intérêt du Carporama, mais n'étaient pas convaincus de son utilité didactique :

« … c'est donc une idée fausse et exagérée que cette collection placée au Muséum pourrait être à l'école de Botanique ce qu'est le cabinet d'Histoire Naturelle à la ménagerie. Car on cultive dix mille espèces dans le jardin et le carporama n'en offre que 112… »

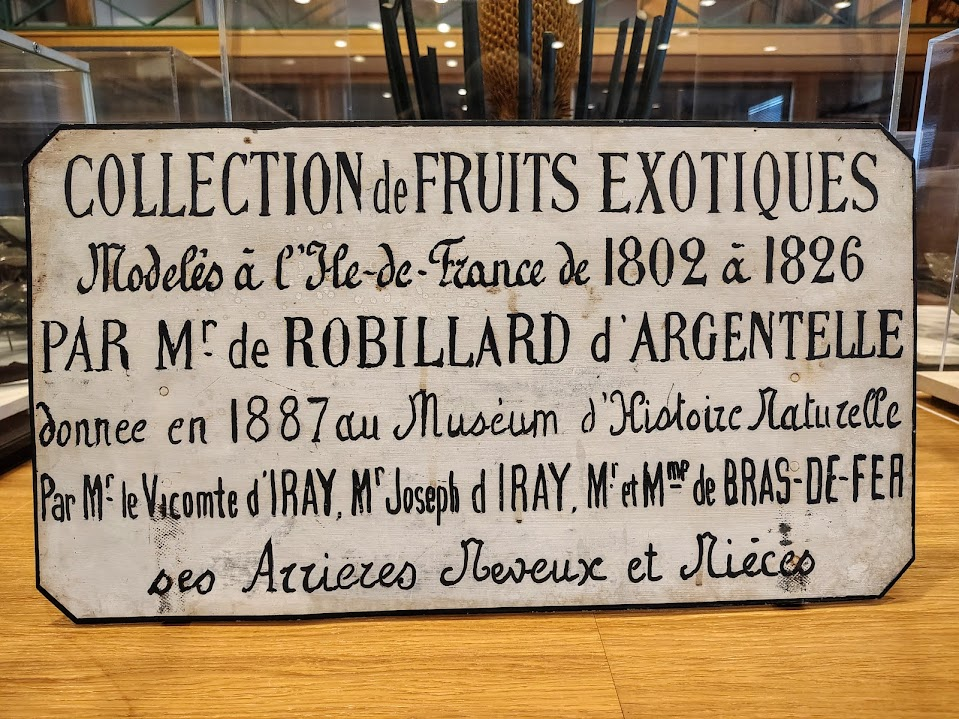
Plaque posée devant la collection au Muséum national d'histoire naturelle à Paris.

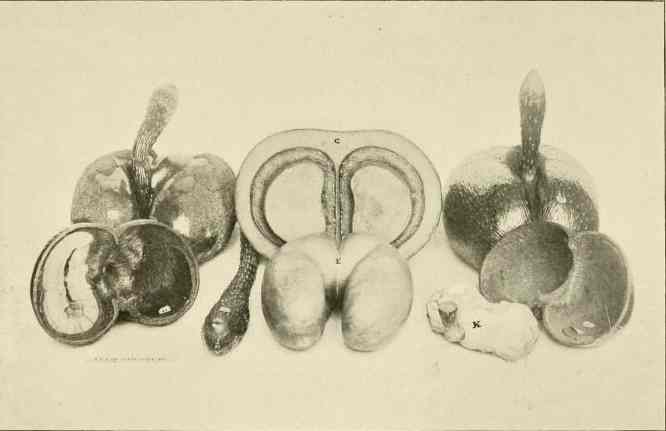
Modèles en cire du Cocotier de mer (première photo publiée).

Ils étaient surtout conscients des répercussions que cette acquisition évaluée à plus de 100 000 francs aurait eue sur le budget alloué au Muséum. Après l'échec de nouvelles tractations, en 1876, l'ensemble est proposé sans succès à la vente au prix de 35 000 francs chez Deyrolle. Finalement, en 1887, les arrière-neveux et nièces de Robillard font don de la collection au Muséum.
En 1915, une photographie des pièces du modèle du Cocotier de mer des Seychelles est publiée pour la première fois dans un article posthume d'Albert-Auguste Fauvel,.

### Description
Les modèles, grandeur nature, en cire colorée dans la masse, mêlée de résines, gommes, bois, sciure, pâte de riz, coton et autres fibres, et renforcés avec du fer,, ont une hauteur de 20 cm à 1,30 m, avec certaines pièces de détail de quelques centimètres. Ils sont fixés sur des planches de bois de dimensions variées  (de 45 cm × 30 cm pour les plus petites à 135 cm × 80 cm pour la plus grande), habituellement peintes en blanc sur la face supérieure, par des tiges métalliques, vissées ou scellées à la cire. Le numéro du modèle selon le catalogue de l'exposition de 1929, le nom de la plante à l'Isle de France et son nom scientifique sont mentionnés sur une étiquette collée sur le support. Une seconde étiquette, apposée sur la face inférieure du support, serait l'étiquette d'origine composée par Robillard lors de la réalisation des modèles ; cette étiquette fournit parfois des précisions sur l'origine de la plante représentée et sur les dates de début de création du modèle et de son achèvement.
Réalisés d'après des spécimens frais, les modèles reproduisent fidèlement des fruits tropicaux, ainsi que des branches, des feuilles et des fleurs. Ils sont complétés par des modèles de coupes de fruits ou de graines, de structure et d'aspect des fleurs à divers moments d'avancement de la floraison, de fruits à différents degrés de maturation, de variation de la couleur des feuilles et des fruits.

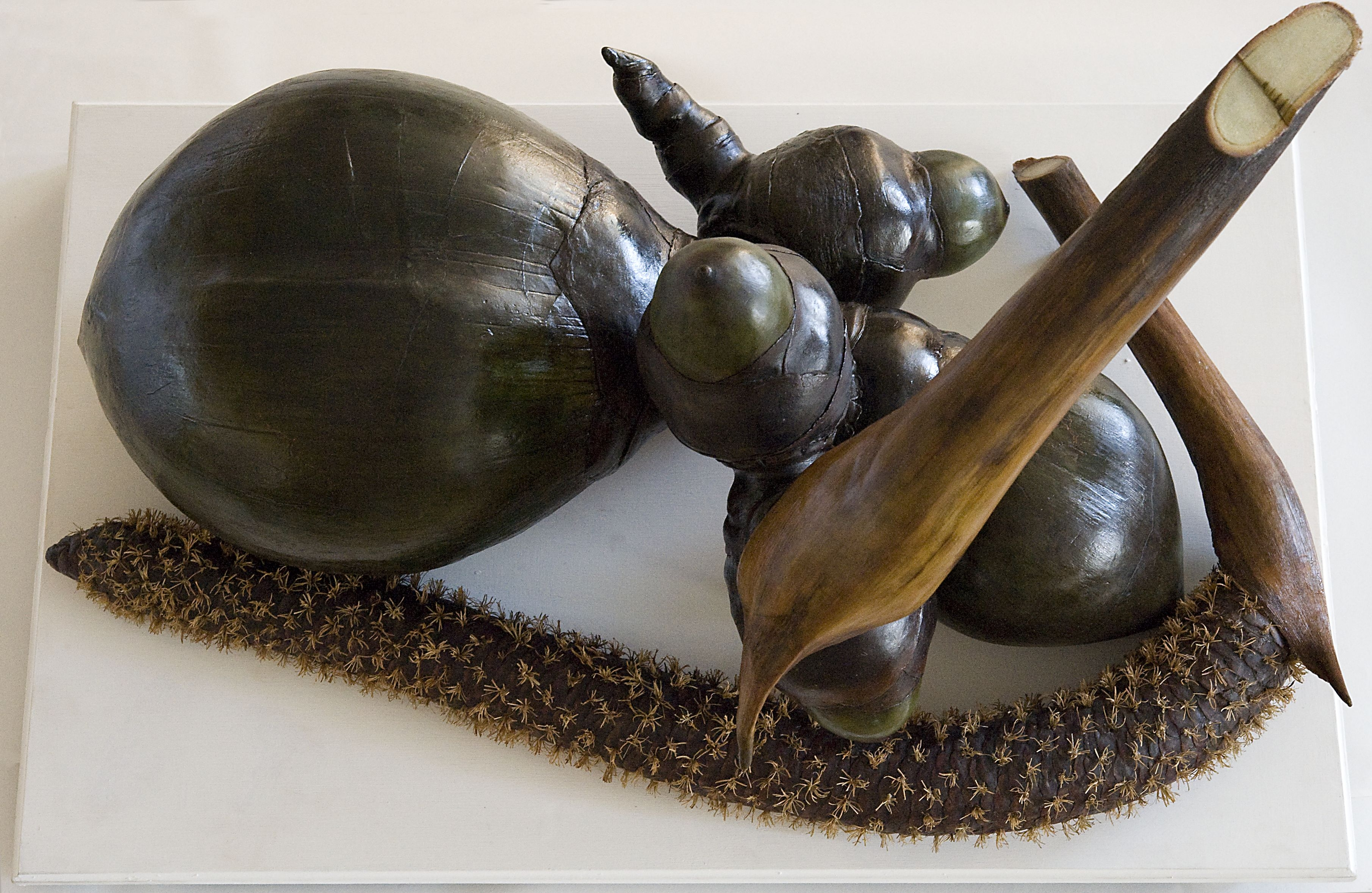
Modèle no 1 du Carporama : noix de coco à divers stades de maturité, une spathe verte coupée transversalement et une inflorescence mâle.

Le catalogue du Carporama donne la liste complète des 112 modèles, avec un commentaire plus ou moins détaillé, ou très bref, sur l'intérêt des fruits, l'usage de la plante, et parfois une description sommaire. Les 97 premiers numéros correspondent à des fruits comestibles ou non, ou à des plantes ornementales, condimentaires ou médicinales ; les numéros 98 à 112 sont des « échantillons de divers arbres de haute-volée des forêts de Maurice, dont les fruits sont en général insipides, mais dont les bois sont d'une utilité marquée ». Les différents éléments des modèles ne sont détaillés que pour les cinq premiers numéros, à savoir le Cocotier (Cocos nucifera) – pièce maîtresse de la collection, dont la réalisation aurait pris à Robillard près de deux ans –, le Cocotier de mer (Lodoïcea Seychellarum), le Cambare de Java (Tacca Phallifera), le Sagoutier (Cycas circinalis) et le Vaquois (Pandanus sp.). Les numéros 40, 70 et 112, non déterminés dans le catalogue, ont été identifiés a posteriori respectivement comme Aleurites triloba, Oreodaphne sp. et Elaeocarpus integrifolius.
L'inventaire complet de la collection conservée au muséum national d'histoire naturelle, avec la notice descriptive de chaque modèle, est disponible dans le catalogue en ligne du Muséum.

### Œuvre scientifique ou œuvre d'art?

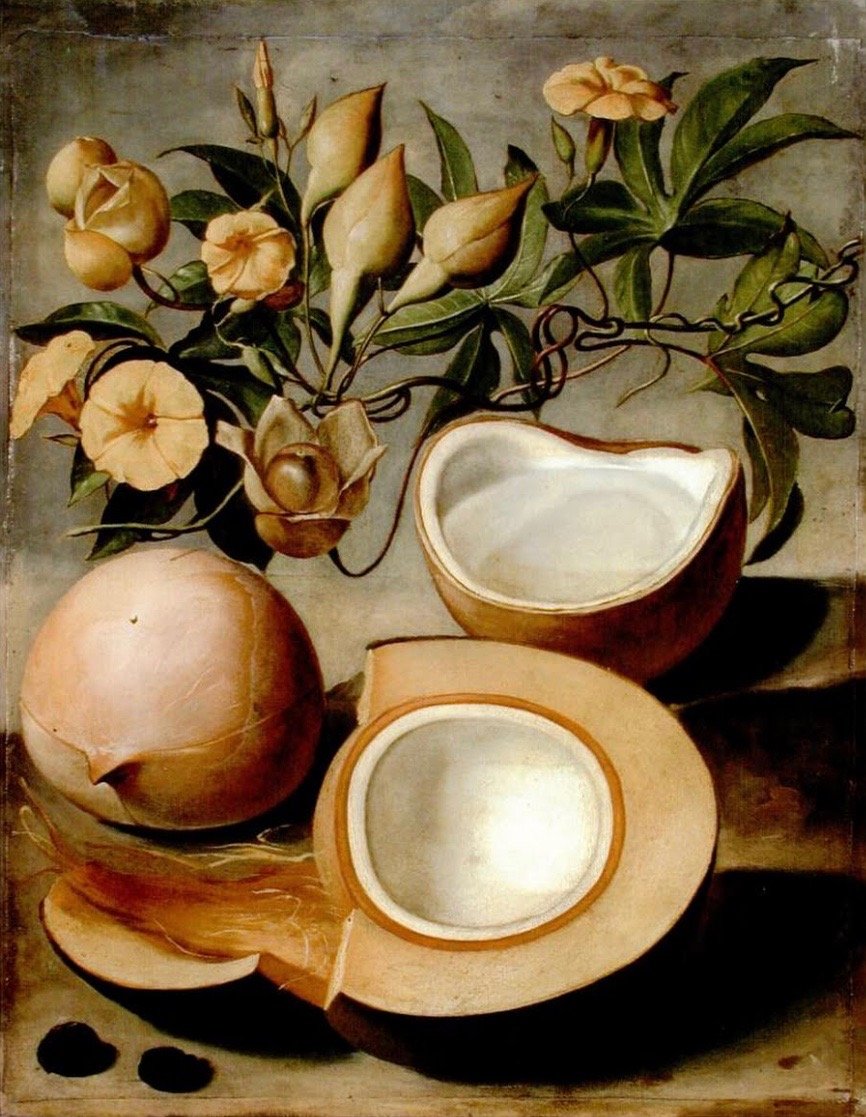
Merremia tuberosa et noix de coco, huile sur papier de Michel Garnier, entre 1801 et 1809.

Le Carporama est à l'origine une collection scientifique : Robillard reproduit le plus exactement possible des espèces exotiques méconnues des botanistes restés en France, faute d'avoir pu être observées à l'état frais, mais seulement à partir d'exemplaires décolorés, séchés en herbier ou conservés dans de l'alcool. Ainsi, selon Le Cultivateur (août 1830), le Cocotier de mer « est absolument nouveau pour les botanistes européens ».
Si les contemporains de Robillard mettent l'accent sur son intérêt documentaire pour le public — naturalistes, instituteurs, artistes et familles — qui visite l'exposition, ils relèvent aussi déjà sa valeur artistique,, qui est aussi soulignée dans la presse spécialisée, comme le Journal des artistes. Dans le préambule à son Traité des fruits, tant indigènes qu'exotiques… publié une dizaine d'années après l'exposition du Carporama, Jean-François Courchevel se réjouit d'avoir pu « examiner les caractères de presque tous les fruits exotiques » sur les modèles de Robillard. Un siècle après cette première exposition, Henri Lecomte souligne encore la grande valeur documentaire de cette collection, créée par un artiste de talent, car beaucoup de Français « ne connaissent guère que de nom beaucoup de fruits tropicaux ».
L'œuvre de Robillard peut être comparée à celle des plus grands artistes céroplasticiens italiens. Délaissés pendant plusieurs décennies, ces fruits de cire, comme d'autres modèles botaniques anciens, sont aujourd'hui devenus des pièces de musée, considérées et préservées comme des œuvres d'art,,.
Les modèles en cire de Robillard sont un écho aux peintures réalisées au même endroit et à la même époque par Michel Garnier, peintre de l'expédition Baudin, débarqué à l'Isle de France en 1801. La ressemblance entre certaines peintures de Garnier et les modèles de fruits de Robillard, exposés un temps ensemble au Muséum,, est parfois telle que l'origine commune des deux séries est évoquée : « Rien n'empêche de supposer que les artistes auteurs des deux collections ont parfois travaillé ensemble,. »

### Du Muséum à des expositions temporaires

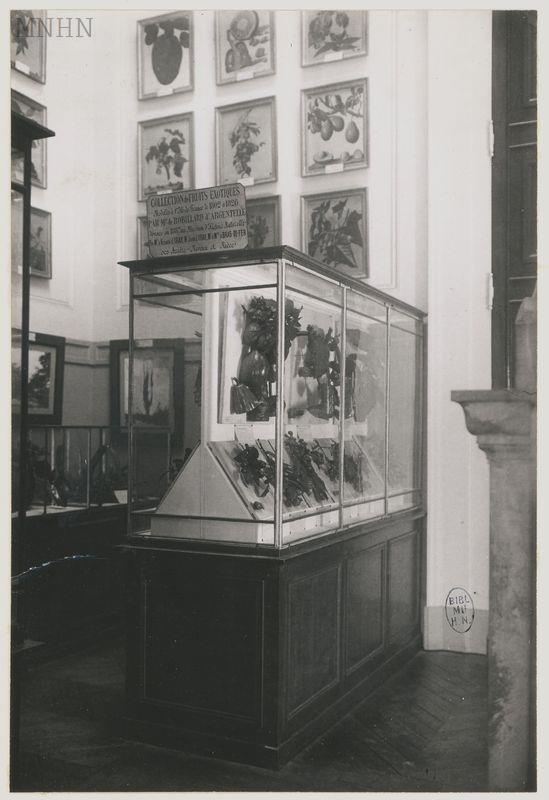
Quelques modèles de Robillard et des peintures de Garnier exposés dans la galerie de botanique du muséum national d'histoire naturelle de Paris, en 1934.

Entrés au Muséum en 1887, les modèles sont exposés en 1889, disséminés dans l'ancienne galerie de botanique située dans le prolongement de la galerie de minéralogie, le long de la rue Buffon, rouverte après plusieurs mois de travaux ; ils sont ensuite rassemblés en 1924 dans une salle spéciale et pourvus de notices détaillées. Au début des années 1930, lors de la construction de la nouvelle galerie de Botanique, il est prévu d'exposer le Carporama dans la vaste salle du rez-de-chaussée, mais les vitrines ne sont pas réalisées et la collection, stockée au sous-sol, reste à l'abandon jusqu'en 1954 où quatre des plus grands modèles sont restaurés et exposés à l'occasion du 8e congrès international de botanique organisé à Paris. En 1978, quatre autres modèles sont remis en état pour être présentés à une exposition sur l'île Maurice au musée de la Marine.

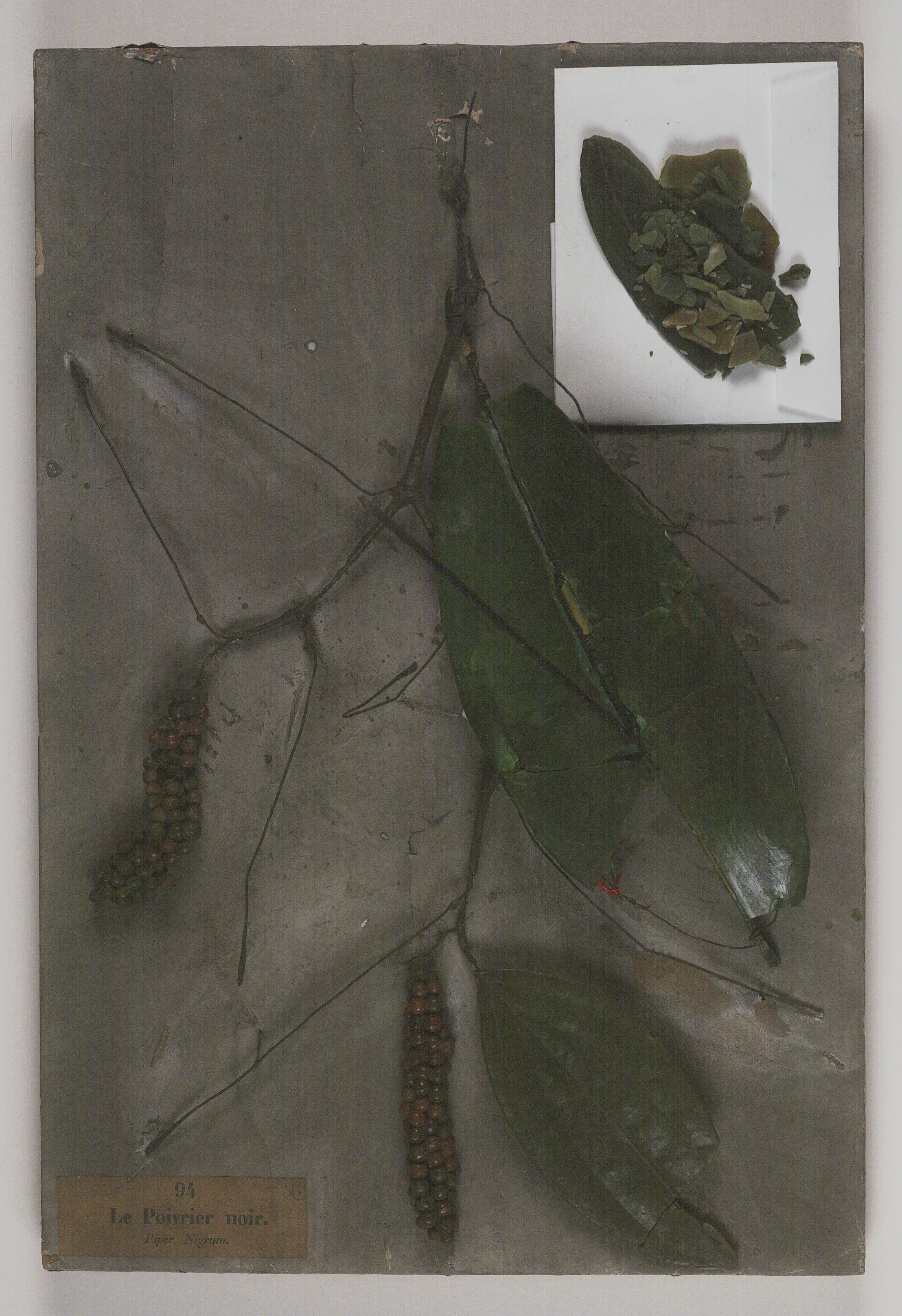
Un modèle non restauré. : Poivre noir (Piper nigrum).

La collection, qui a beaucoup souffert des déménagements successifs, fait ensuite l'objet d'une première opération de restauration par Jacqueline Saussotte-Guérel, miniaturiste et dessinatrice scientifique au Muséum, à l'initiative de Monique Keraudren,,. En 1984, une trentaine de modèles sont exposés au Muséum et plus de la moitié de la collection a été restaurée. Dans le cadre des manifestations culturelles de l'édition 1984 du festival d'Avignon, des modèles sont présentés à l'exposition Le Vivant et l'Artificiel,. Mais ce n'est qu'à partir des années 2010 qu'ils sont régulièrement prêtés pour des expositions.
De juin 2013 à juin 2016, le Giroflier (Caryophillus aromatica), le Muscadier aromatique (Myristica aromatica) et le Muscadier sauvage de Madagascar (Myristica sp.) se trouvent à Marseille à la galerie de la Méditerranée du MUCEM.
De septembre 2015 à janvier 2016, au Louvre, les modèles du Cocotier (Cocos nucifera), du Cocotier de mer (Lodoïcea seychellarum), du cacaoyer (Theobroma cacao), du « Ponay de l'Inde » (Noronhea chartacea) et de la Grenadille (Passiflora) sont intégrés dans une création de l'artiste contemporaine Isabelle Cornaro pour l'exposition Une brève histoire de l’avenir, basée sur le livre éponyme de Jacques Attali,,.
L'exposition Jardins organisée au Grand Palais en 2017 accueille une cire de Robillard, le Cambare de Java, parmi les œuvres des plus grands artistes, peintres, sculpteurs et photographes, qui ont célébré le jardin,,.
Le Pommier de Cajou (Cassuvium pommiferum) et la Cardamome de Madagascar (Amomum madagascariense) sont prêtés à l'exposition Cabinets de curiosités du Fonds Hélène et Édouard Leclerc pour la culture à Landerneau de juin à novembre 2019.
D'octobre 2019 à août 2020, le Cacaoyer est au musée de l'Homme à Paris à l'exposition Je mange donc je suis. Deux modèles, la « tige de vaquois » (Pandanus odoratissimus) et le Jacquier (Artocarpus integrifolia), sont exposés dans la galerie permanente de ce musée.
En 2021, les modèles du Plaqueminier du Japon (Diospyros kaki), du Prunier de Chine (Prunus sinensis), du Corossol cœur de bœuf (Annona reticulata) et de grappes de dattes (Phoenix dactilifera) sont au musée d'Orsay à l'exposition Les origines du monde. L’invention de la nature au XIXe siècle,,.
Le Cacaoyer et la Cardamome de Madagascar sont encore montrés à l'exposition La nature pour modèle, à l'Écomusée de la Bintinais à Rennes de décembre 2021 à septembre 2022.

Quelques modèles du Carporama
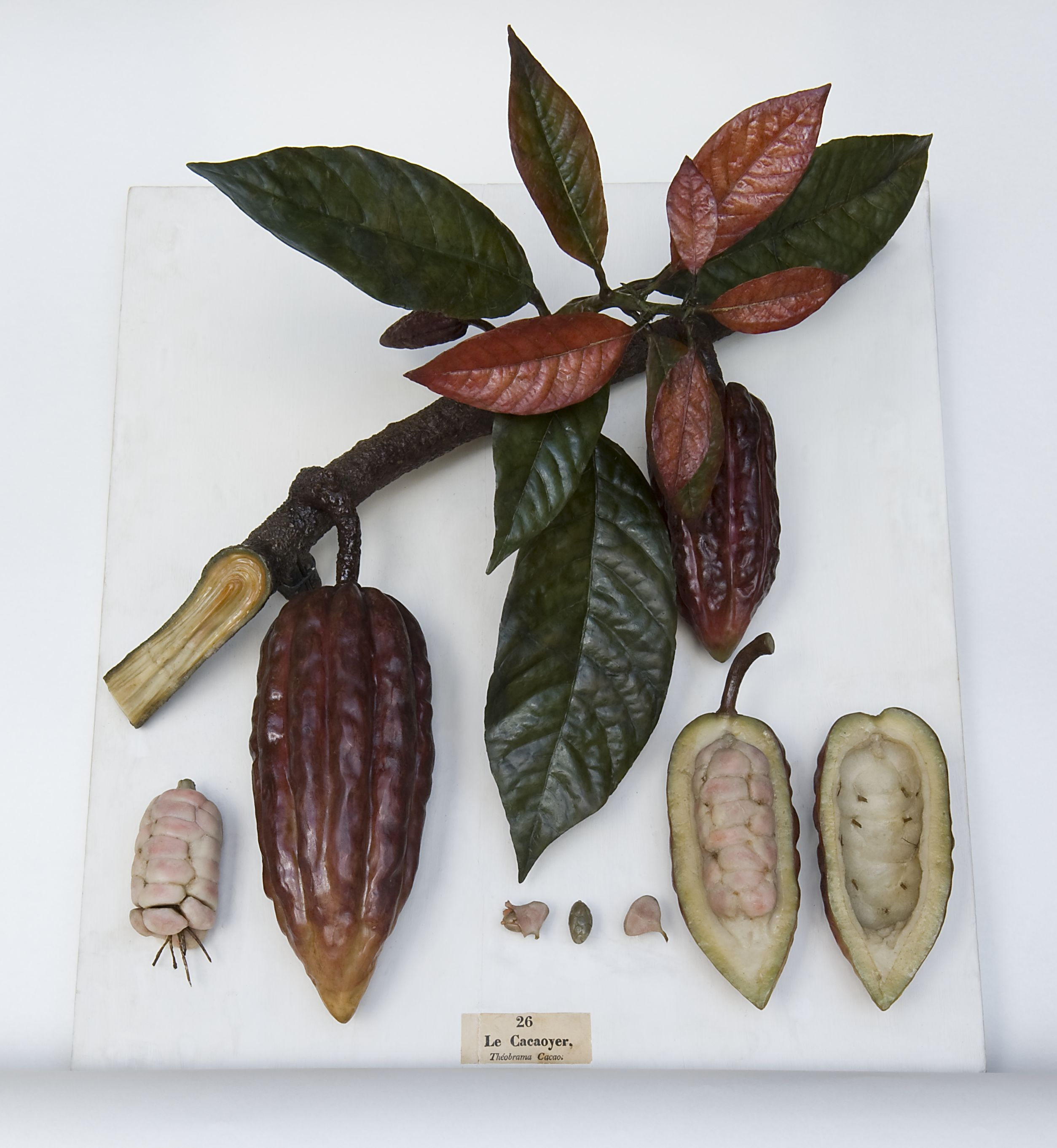
No 26 : Cacaoyer (Theobroma cacao).
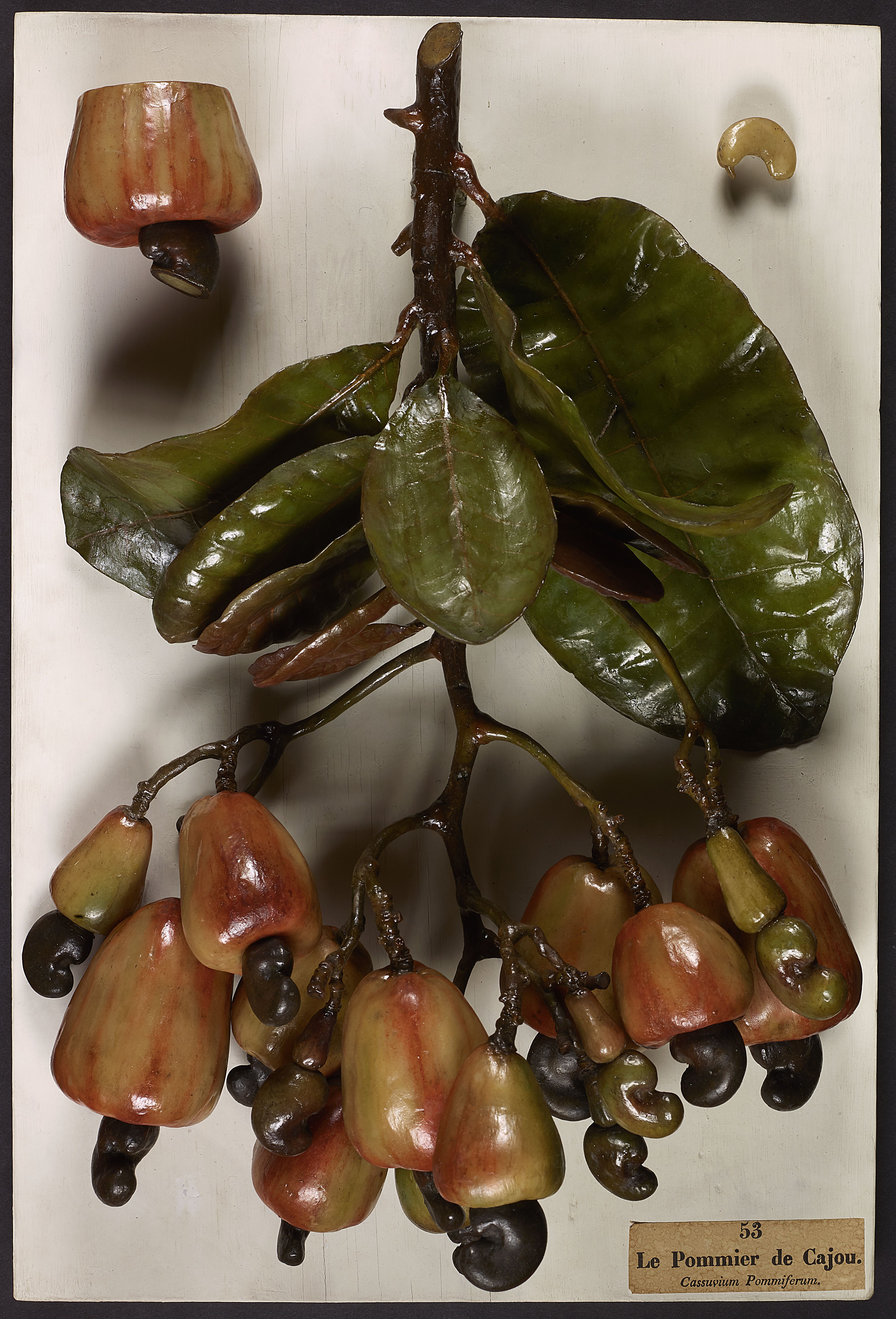
No 53 : Pommier de cajou (Cassuvium pommiferum).
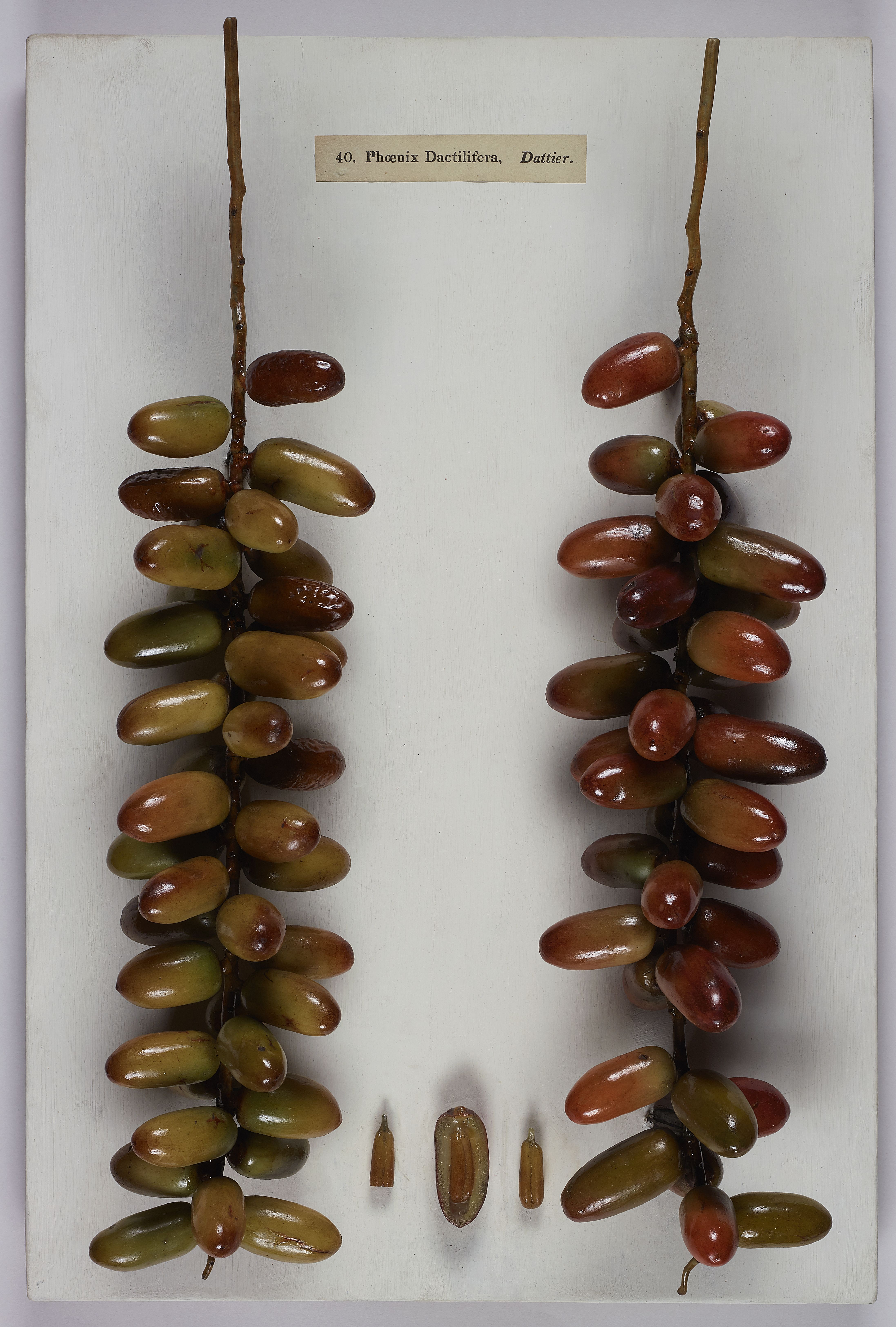
No 86 : deux grappes de dattes (Phoenix dactylifera).